# AS Inter Star
Associacion Sportif Inter Star là một câu lạc bộ bóng đá đến từ Bujumbura, Burundi.

## Danh hiệu
- Giải bóng đá ngoại hạng Burundi: 4

1991, 1992, 2005, 2008
- Cúp bóng đá Burundi: 1

1990
- Siêu cúp bóng đá Burundi: 1

2011

## Thành tích ở các giải đấu CAF
- Giải bóng đá vô địch các câu lạc bộ châu Phi: 2 lần tham gia

2006 – Vòng Một
2009 - Vòng Sơ loại
- Cúp bóng đá Liên đoàn CAF: 2 lần tham gia

2008 – Vòng Sơ loại
2011 - Vòng Sơ loại

## Đội hình hiện tại
Tính đến 14 tháng 1 năm 2010
Ghi chú: Quốc kỳ chỉ đội tuyển quốc gia được xác định rõ trong điều lệ tư cách FIFA. Các cầu thủ có thể giữ hơn một quốc tịch ngoài FIFA.
| Số | VT | Quốc gia | Cầu thủ             |
| -- | -- | -------- | ------------------- |
| 1  | TM | Burundi  | Raphael Buwmi       |
| 2  | HV | Burundi  | Albin Habimana      |
| 3  | HV | Burundi  | Massoud Manirambona |
| 4  | HV | Burundi  | Sadiki Nsengiyumva  |
| 5  | HV | Burundi  | Janvier Mboneko     |
| 6  | TV | Burundi  | Etienne Karekezi    |
| 9  | TĐ | Burundi  | Jean Hakizimana     |
| 10 | TV | Burundi  | Ismail Mutambara    |

| Số | VT | Quốc gia | Cầu thủ             |
| -- | -- | -------- | ------------------- |
| 11 | TĐ | Burundi  | Aimé Nzohabonayo    |
| 15 | HV | Burundi  | Adolphe Noayizeye   |
| 18 | TĐ | Burundi  | Moussa Harerimana   |
| 19 | TV | Burundi  | Abdoul Ndayishimiye |
| 20 | TĐ | Burundi  | Lewis Kubi Banga    |
| 21 | TĐ | Burundi  | Alexis Niyonizigiye |
| 23 | HV | Burundi  | Alain Ndizeye       |
| 24 | TĐ | Burundi  | Mohamed Saidi       |